# Еленегурское воеводство
Еленегурское воеводство (пол. województwo jeleniogórskie) — воеводство Польши, существовавшее в 1975—1998 годах.
Представляло собой одну из 49 основных единиц административного деления Польши, которые были упразднены в результате административной реформы Польши 1998 года. 
Занимало площадь 4379 км². Административным центром воеводства являлся город Еленя-Гура. После административной реформы воеводство прекратило своё существование и его территория полностью отошла к новообразованному Нижнесилезскому воеводству.

## Города
Крупнейшие города воеводства:
- Еленя-Гура
- Болеславец
- Згожелец
- Любань
- Каменна-Гура
- Богатыня
- Ковары